# Experiment de la gota de brea

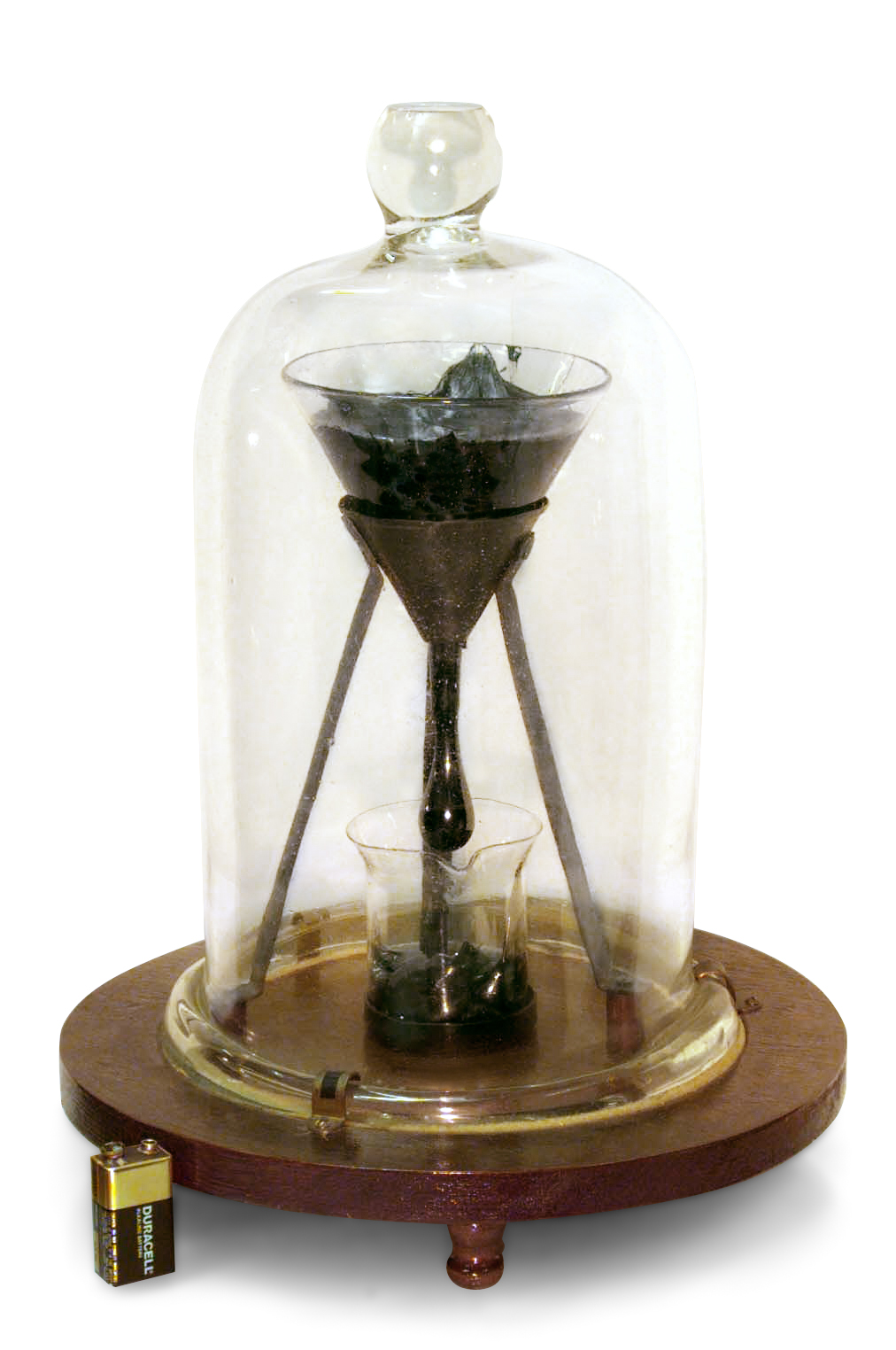
L'experiment de la gota de brea a la Universitat de Queensland, demostra la viscositat del betum.

L'experiment de la gota de brea és un experiment a llarg termini que mesura el flux d'una certa quantitat de brea al llarg de molts anys. La brea és un dels molts fluids altament viscosos aparentment sòlids, sent els més comuns els betums. A temperatura ambient, la brea flueix molt lentament, i triga diversos anys a formar-se una única gota.
La més famosa versió de l'experiment va ser iniciada el 1927 pel professor Thomas Parnell de la Universitat de Queensland a Brisbane, Austràlia, per demostrar als seus estudiants que algunes substàncies que aparenten ser sòlids són de fet fluids d'alta viscositat. Parnell va abocar una mostra escalfada de brea en un embut de coll segellat i el va deixar reposar durant tres anys. El 1930 va tallar el segell del coll de l'embut, permetent a la brea començar a fluir cap avall. Diverses gotes s'han format i han caigut des d'aleshores a un ritme aproximat d'una per dècada. La vuitena gota va caure el 28 de novembre de 2000, permetent als investigadors calcular que la viscositat de la brea és aproximadament (2,3 ×1011) de vegades la de l'aigua.
L'experiment es troba registrat al llibre Guinness dels rècords com l'experiment de laboratori més llarg del món, i es creu que hi ha prou brea a l'embut per permetre que l'experiment continuï per almenys cent anys més.
L'experiment no es va dur a terme originalment sota condicions ambientals especialment controlades, cosa que significa que la viscositat podia variar al llarg de l'any a causa de les fluctuacions de la temperatura. Tot i això, després de la caiguda de la setena gota el 1988, es va posar aire condicionat a l'habitació on es troba l'experiment. La temperatura estable ha allargat el temps que la gota triga a separar-se de la resta de la brea i caure.

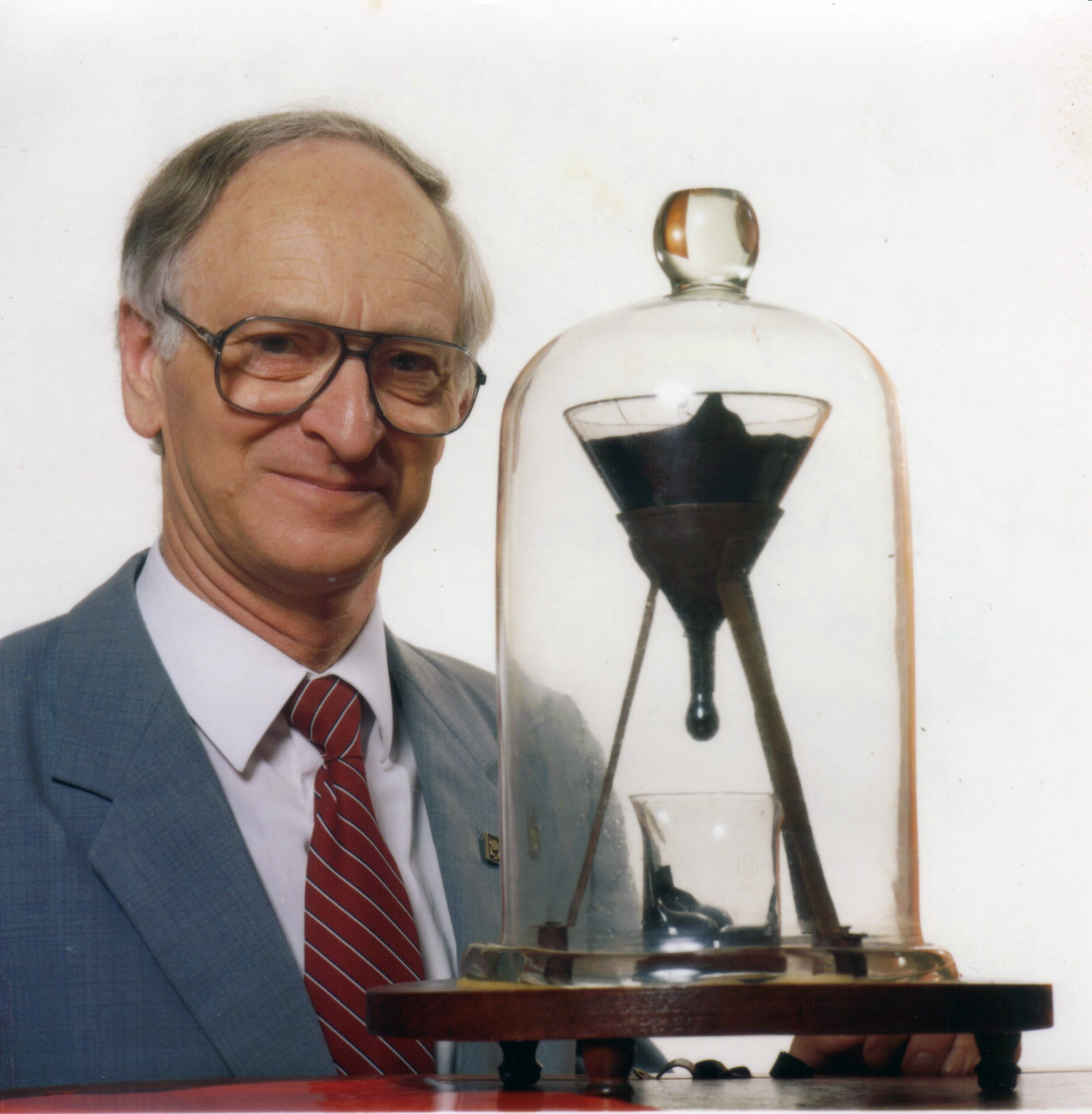
L'experiment de la gota de brea amb el seu major cuidador, el professor difunt John Mainstone (foto feta el 1990, dos anys després de la setena gota).

L'octubre del 2005, John Mainstone i Thomas Parnell van ser guardonats amb el Premi Ig Nobel de física, una paròdia del Premi Nobel, per l'experiment.
Fins fa poc, ningú no havia estat testimoni de la caiguda d'una gota. L'experiment és vigilat per una càmera web encara que certs problemes tècnics van evitar que la caiguda de la vuitena gota fos gravada. L'experiment es troba en exhibició pública al segon pis de l'Edifici Parnell de l'escola de matemàtica i física del campus de la Universitat de Queensland.

## Cronologia
| Data                                                             | Esdeveniment                | Durada (mesos) | Durada (anys) |
| ---------------------------------------------------------------- | --------------------------- | -------------- | ------------- |
| 1927                                                             | Preparació                  |                |               |
| 1930                                                             | Tall del coll               |                |               |
| Desembre de 1938                                                 | Caiguda de la primera gota  | 96–107         | 8,0–8,9       |
| Febrer de 1947                                                   | Caiguda de la segona gota   | 99             | 8,3           |
| Abril de 1954                                                    | Caiguda de la tercera gota  | 86             | 7,2           |
| Maig de 1962                                                     | Caiguda de la quarta gota   | 97             | 8,1           |
| Agost de 1970                                                    | Caiguda de la cinquena gota | 99             | 8,3           |
| Abril de 1979                                                    | Caiguda de la sisena gota   | 104            | 8,7           |
| Juliol de 1988                                                   | Caiguda de la setena gota   | 111            | 9,3           |
| 28 de novembre de 2000                                           | Caiguda de la vuitena gota  | 148            | 12,3          |
| 17 d'abril del 2014                                              | Caiguda de la novena gota   | 160+⅔          | 13,4          |
| Estimada entre el 29 d'agost del 2028 i el 20 de febrer del 2029 | Caiguda de la desena gota   | ???            | ???           |

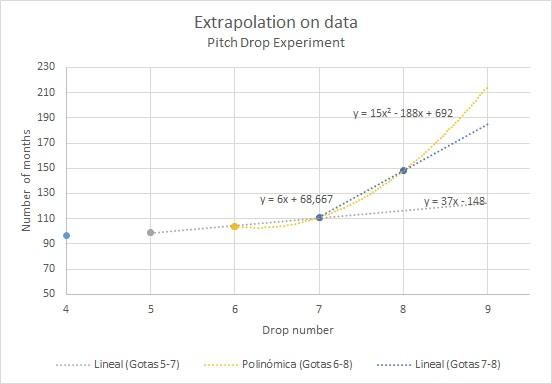

Es poden realitzar algunes estimacions molt senzilles sobre quan hauria de caure la següent gota basant-se en les dades de les gotes anteriors, tenint en compte aquestes, la seva acceleració, la recta i la paràbola, per així projectar la propera caiguda. Així, si s'omet la dada de la gota 8, la gota 9 hauria d'haver caigut al voltant del gener del 2011. Les condicions de l'experiment han anat canviant de mica en mica en els darrers 20-30 anys. Considerant que la gota tingués el mateix període que l'anterior, la data de caiguda devia haver estat al voltant de març del 2013. Finalment la caiguda de la novena gota va tenir lloc el 17 d'abril del 2014.

## Experiment Trinity College Dublin
L'experiment de la gota de brea al Trinity College a Dublín, Irlanda, es va iniciar l'octubre del 1944 per un col·lega desconegut del guanyador del premi Nobel Ernest Walton, mentre que es trobava al departament de física del Trinity College. Aquest experiment, com el de la Universitat de Queensland, va ser creat per demostrar l'alta viscositat de la brea. Originalment es va col·locar en un prestatge d'una sala de conferències del Trinity College i no es controlava científicament, de manera que durant dècades diverses gotes de brea van caure de forma inadvertida des de l'embut al receptacle i acumulant, també, molta pols.
L'abril del 2013, havia passat una dècada des de l'última gota de brea, i els físics al Trinity College van observar que una nova gota s'estava formant. Els físics van traslladar l'experiment a una taula on es controlava científicament mitjançant la col·locació d'una càmera web per registrar el degoteig. D'aquesta manera, qualsevol podria observar l'experiment i veure per primera vegada la caiguda d'una gota de brea en viu. La brea degotava al voltant de les 17:00 de l'11 de juliol de 2013, sent la primera vegada que una caiguda de brea es gravava bé amb una càmera.
Basant-se en els resultats d'aquest experiment, els físics del Trinity College estimen que la viscositat de la brea és aproximadament dos milions de vegades més gran que la de la mel, o uns 20 mil milions de vegades la viscositat de l'aigua.

## Defunció de John Mainstone
El professor John Mainstone, que durant 52 anys va custodiar l'experiment més llarg del món, va morir el 23 d'agost del 2013 als 78 anys a causa d'un vessament cerebral sense poder veure amb els seus ulls la imminent caiguda de la gota número 9, que s'esperava a finals d'aquell any.